# المحكمة الجنائية الدولية لرواندا
كانت المحكمة الجنائية الدولية لرواندا (بالإنجليزية: International Criminal Tribunal for Rwanda)‏‏ (اختصاراً: ICTR) محكمة دولية لمقاضاة الأفراد المسؤولين عن الإبادة الجماعية في رواندا وباقي الانتهاكات الجسيمة للقانون الدولي في رواندا، أو من قبل مواطنين روانديين في الدول المجاورة في الفترة بين 1 كانون الثاني / يناير و31 كانون الأول / ديسمبر 1994.
في العام 1995، تم نقل مقر المحكمة إلى أروشا، تنزانيا بموجب قرار مجلس الأمن التابع للأمم المتحدة رقم 977 (اعتباراً من العام 2006، أصبحت أروشا مقراً للمحكمة الأفريقية لحقوق الإنسان والشعوب). تم توسيع نطاق عمل المحكمة في العام 1998 بموجب قرار مجلس الأمن التابع للأمم المتحدة رقم 1165. طالب مجلس الأمن المحكمة من خلال عدة قرارات بإنهاء جميع التحقيقات قبل نهاية العام 2004، وجميع نشاطات المحاكمات قبل نهاية العام 2008، وإنهاء جميع أعمالها خلال العام 2012.